# Portimojärvi (sjö i Övertorneå, Lappland, Finland)
Portimojärvi eller Lapinlahti är en sjö i Finland. Den ligger i kommunen Övertorneå i landskapet Lappland, i den norra delen av landet, 700 km norr om huvudstaden Helsingfors. Portimojärvi ligger 63,6 meter över havet. Den är 1,66 meter djup. Arean är 4,49 kvadratkilometer och strandlinjen är 17,41 kilometer lång. Sjön  ingår i Torne älvs huvudavrinningsområde.   
I övrigt finns följande i Portimojärvi:
- Ollinsaari (en ö)